# Omsætningsafgift
Omsætningsafgift (forkortet oms) er en afgift på omsætning af varer og- eller services. Den beregnes sædvanligvis som en procentsats af varens og- eller servicens værdi. Omsætningsafgift kan pålægges forskellige omsætningsled eller den kan være kumulativ og pålægges på alle omsætningsled.

## Danmark

### Omsen
I Danmark blev der i 1962 indført engros-oms som omfattede al omsætning i engros-ledet. Omsen var fra begyndelsen på 9 %, men i 1965 blev den forhøjet til 12,5 %. I 1967 blev engros-omsen afskaffet og der blev i stedet indført moms på 10 %.

### Omsætningsafgift på finansielle transaktioner
I Danmark diskuteres muligheden for at pålægge finansielle transaktioner en omsætningsafgift. En omsætningsafgift på finansielle transaktioner betegnes til tider som tobinskat, til trods for at tobinskat, oprindeligt defineret af James Tobin, er en skat på spekulation i valutatransaktioner.

## Norge
Norge indførte almindelig omsætningsafgift i 1935. I 1970 blev omsætningsafgiften afløst af  merværdiafgift (moms). Omsætningsafgiften blev oprindelig beregnet i hvert omsætningsled og var kumulativ. Den samlede afgift var altså afhængig af antal omsætningsled fra producent til forbruger. Fra 1. september 1940 blev afgiften ændret til en sidsteledsafgift. Omsætningsafgiften var mellem 1 og 12 %. 

## USA
I USA kaldes omsætningsafgift for sales tax, der findes ingen federal sales tax, den fastlægges på delstatsniveau og varierer derfor fra delstat til delstat. Sales tax varier typisk fra 1-10 % og den er forskellig fra produktgruppe til produktgruppe. Omsætningsafgiften betales kun en gang af forbrugeren. I nogle tilfælde kan det lokale styre (city) pålægge yderligere sales tax, således at der lokalt nogle steder på visse produktgrupper betales op til 7-15 % sales tax.